# Gmina zbiorowa Barnstorf
Gmina zbiorowa Barnstorf (niem. Samtgemeinde Barnstorf) – gmina zbiorowa położona w niemieckim kraju związkowym Dolna Saksonia, w powiecie Diepholz. Siedziba administracji gminy zbiorowej znajduje się w mieście Barnstorf.

## Podział administracyjny
Do gminy zbiorowej Barnstorf należą cztery gminy, w tym jedno miasto (Flecken):
1. Barnstorf
2. Drebber
3. Drentwede
4. Eydelstedt